# Gymnanthes gaudichaudii
Gymnanthes gaudichaudii är en törelväxtart som beskrevs av Johannes Müller Argoviensis. Gymnanthes gaudichaudii ingår i släktet Gymnanthes och familjen törelväxter. Inga underarter finns listade i Catalogue of Life.

## Bildgalleri

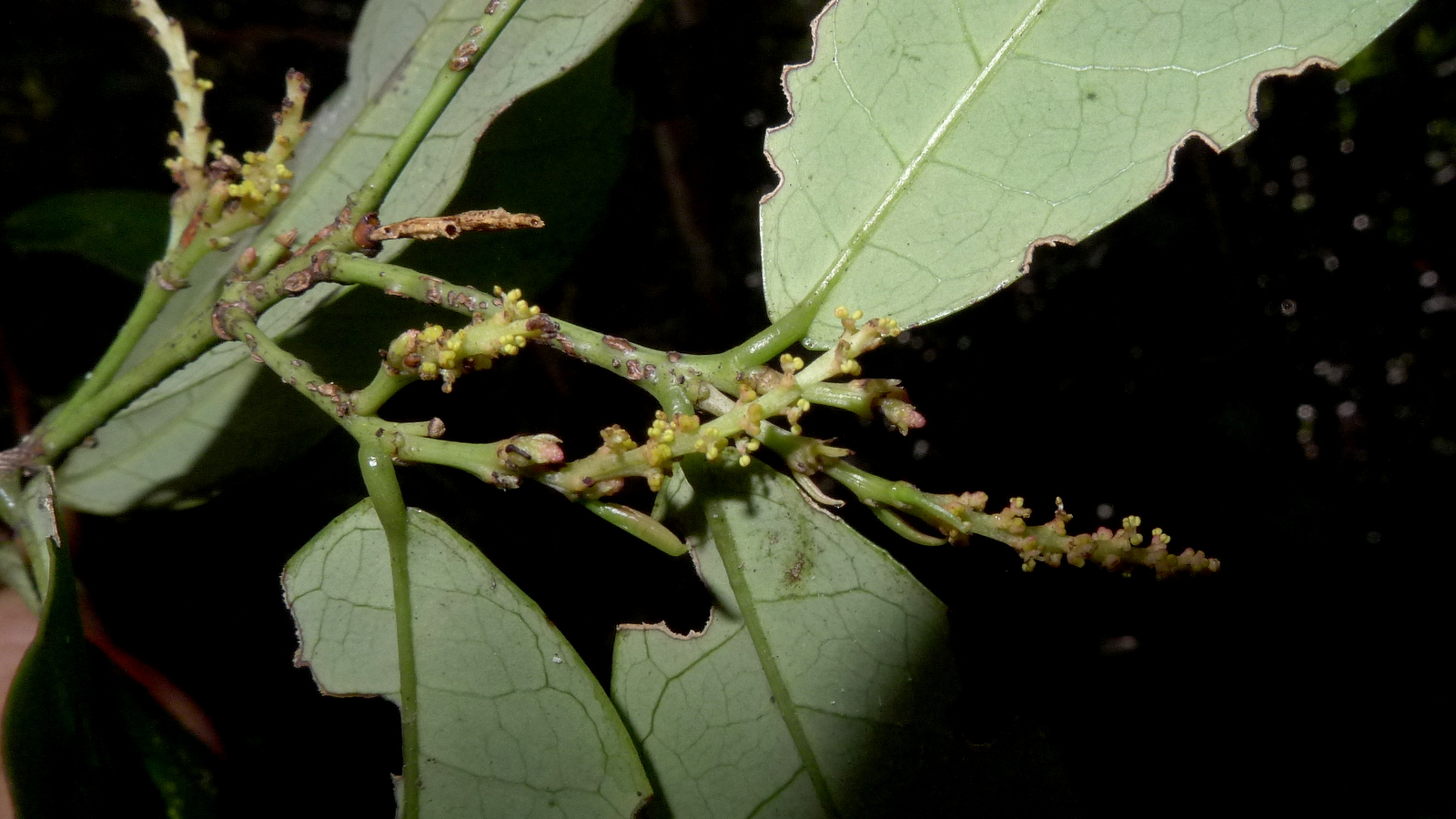
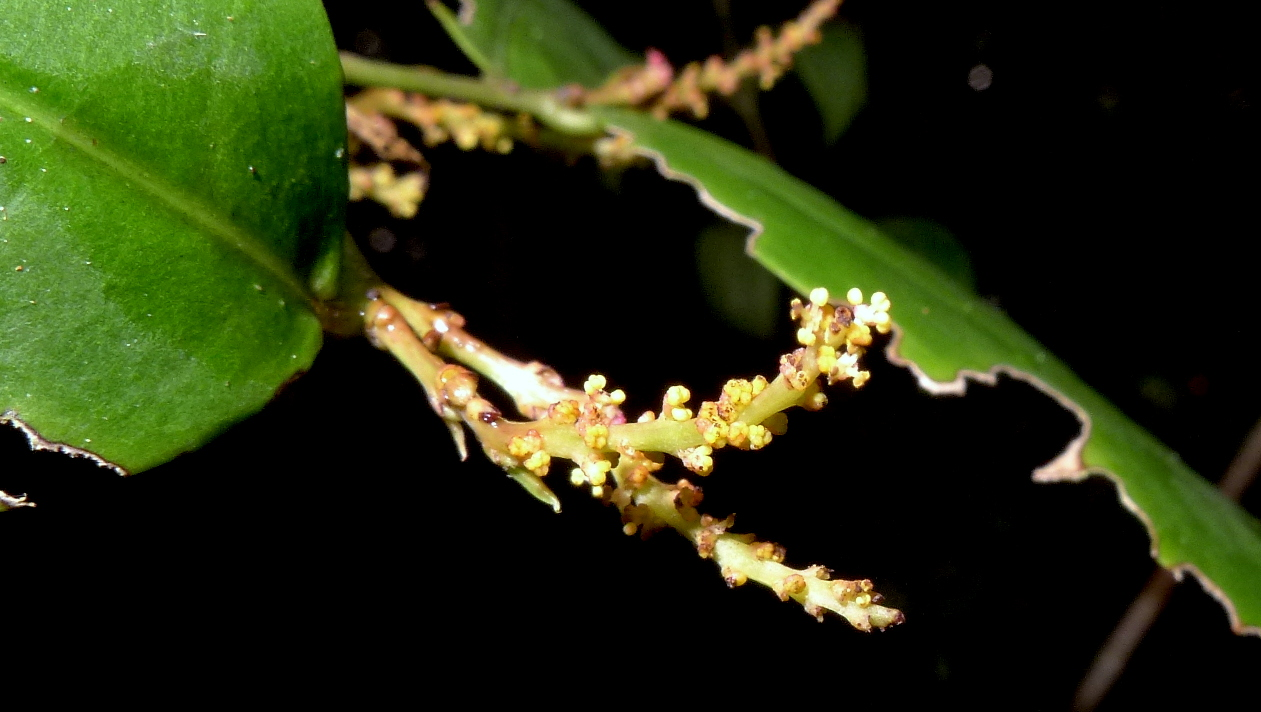
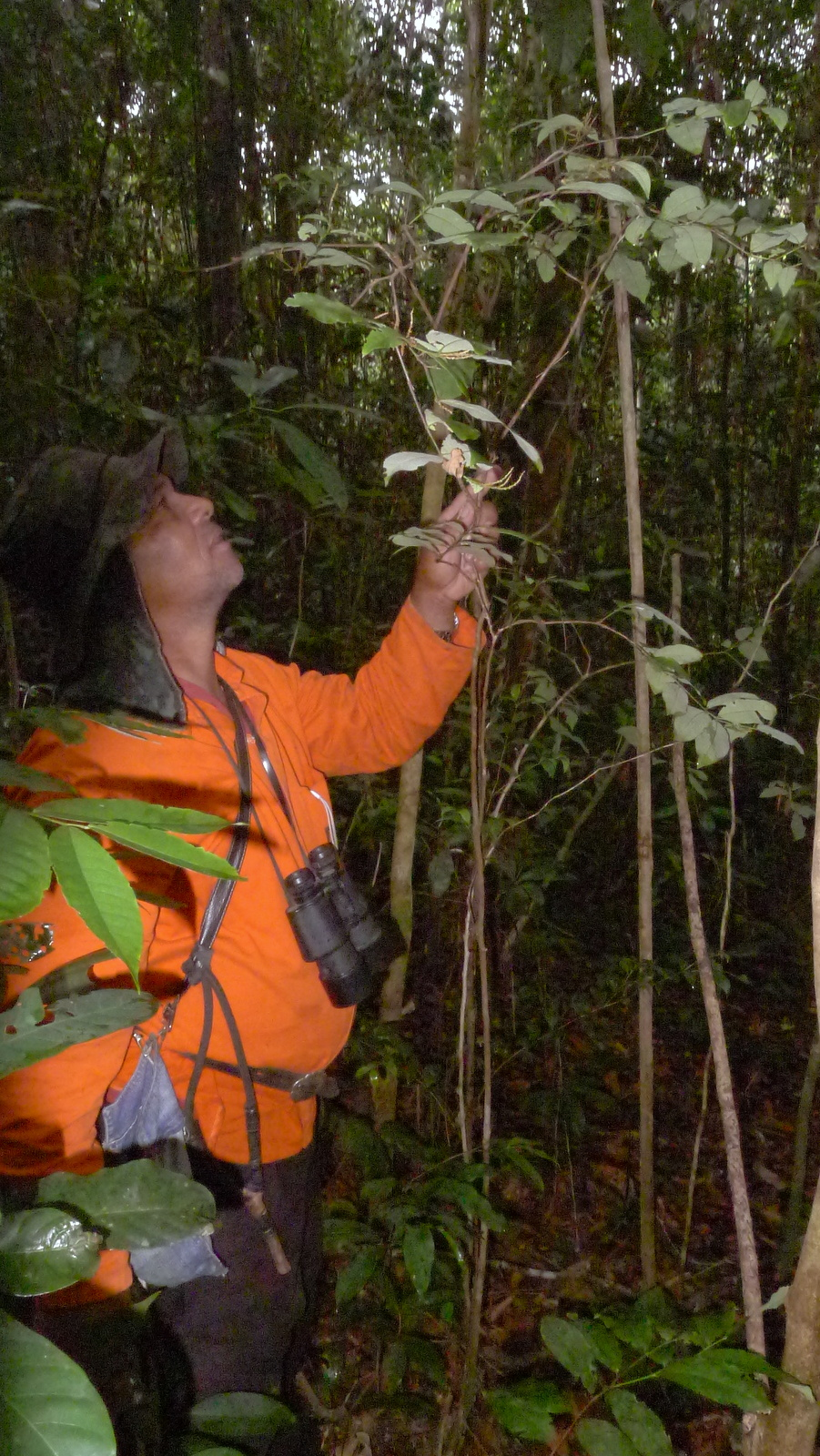
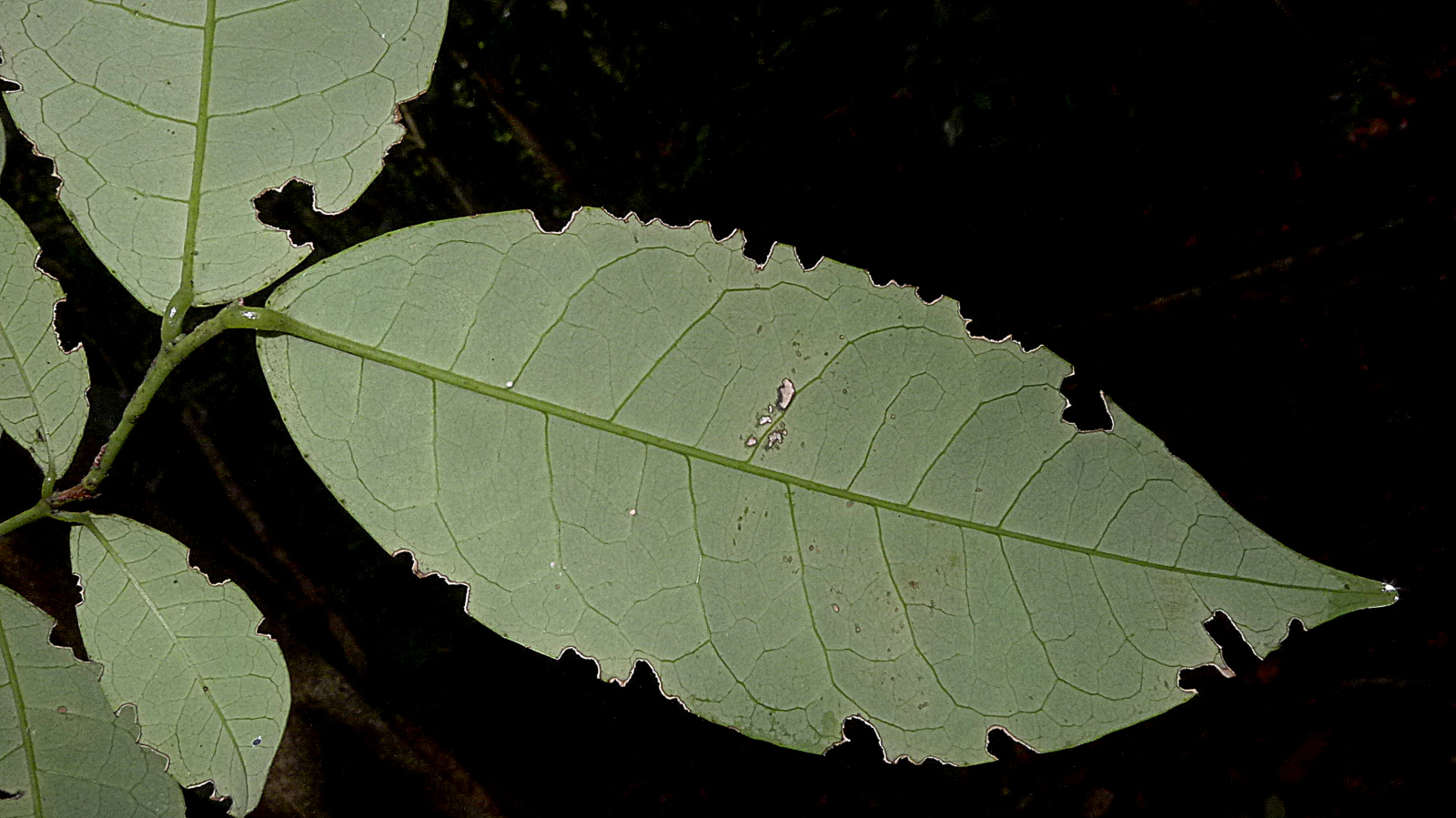